# Saizō Saitō
Saizō Saitō (斎藤 才三?, Saitō Saizō; Osaka, 24 settembre 1908 – 2004) è stato un calciatore giapponese, di ruolo portiere.